# Sopachuy (gemeente)
Sopachuy is een gemeente (municipio) in de Boliviaanse provincie Tomina in het departement Chuquisaca. De gemeente telt naar schatting 7.765 inwoners (2018). De hoofdplaats is Sopachuy.
Sopachuy is regionaal belangrijk wegens de aanwezigheid van een -voor Boliviaanse begrippen- goed uitgerust hospitaal. 
De naam Sopachuy is een verbastering uit het Quechua: Supay (= Duivel) en Churu (= Eiland).